# Tubeway Army (album)
Tubeway Army è l'album discografico di debutto Gary Numan con i Tubeway Army, pubblicato nel 1978.
La prima stampa in 5000 unità andò esaurita, ma non entrò in classifica. Quando l'album fu ripubblicato dopo il successo di Replicas l'anno seguente raggiunse la posizione 14 della Official Albums Chart.

## Tracce
(Musica e Testi di Gary Numan, eccetto White Light/White Heat di Lou Reed)
1. Listen to the Sirens - 3:06
2. My Shadow in Vain - 2:59
3. The Life Machine - 2:45
4. Friends - 2:30
5. Something's in the House - 4:14
6. Every Day I Die - 2:24
7. Steel and You - 4:44
8. My Love Is a Liquid - 3:33
9. Are You Real? - 3:25
10. The Dream Police - 3:38
11. Jo the Waiter - 2:41
12. Zero Bars (Mr Smith) - 3:12

Tracce bonus ristampa in CD
1. Positive Thinking (live) - 2:56
2. Boys - 2:13
3. Blue Eyes - 2:03
4. You Don't Know Me - 2:28
5. My Shadow in Vain - 4:13
6. Me My Head - 4:10
7. That's Too Bad - 3:26
8. Basic J - 3:03
9. Do Your Best - 2:40
10. Oh! Didn't I Say - 2:31
11. I'm a Poseur - 2:30
12. White Light/White Heat - 2:49
13. Kill St. Joy - 3:46

(Tutte le tracce bonus registrate live)

## Formazione

### Musicisti
- Gary Numan - voce, tastiere, percussioni, chitarre
- Paul Gardiner - basso
- Jess Lidyard - percussioni

### Produzione
- Gary Numan - produttore
- Mike Kemp - ingegnere del suono, missaggio
- John Dent - mastering